# Behind the Front (album)
Albums de Black Eyed Peas
Bridging the Gap
(2000)
Singles
1. Fallin' Up/¿Que Dices?
Sortie : 3 décembre 1997
2. Joints & Jam
Sortie : 9 décembre 1998
3. Karma
Sortie : 6 avril 1999

Behind the Front est le premier album studio du groupe Black Eyed Peas sorti le 30 juin 1998 sur le label Interscope. Le premier clip vidéo de l'album est filmé pour la chanson Head Bobs, mais celle-ci n'est pas choisi comme premier single de l'album. Le premier extrait est leur double face A Fallin' Up/¿Que Dices?, le second Joints & Jam et le dernier Karma.

## Liste des pistes
1. Fallin' Up (featuring Sierra Swan et Planet Swan) - 5:08
2. Clap Your Hands (featuring Dawn Beckham) - 4:57
3. Joints & Jam - 3:35
4. The Way U Make Me Feel (featuring Kim Hill) - 4:19
5. Movement - 4:42
6. Karma (featuring Einstein Brown) - 4:28
7. Be Free (featuring Kim Hill) - 4:06
8. Say Goodbye - 4:01
9. Duet (featuring Redfoo) - 4:21
10. Communication - 5:41
11. What It Is  (featuring Kim Hill) - 4:45
12. ¿Que dices? - 4:01
13. A8 - 3:52
14. Love Won't Wait (featuring Macy Gray) - 3:35
15. Head Bobs - 4:14
16. Positivity - 8:06